# Prisma der Frau
Prisma der Frau war eine katholische deutsche Frauenzeitschrift.
Sie wurde ab 1969 vom Katholischen Deutschen Frauenbund (KDFB) als Nachfolgerin der Zeitschrift Frauenland herausgegeben. Sie erschien zweimonatlich. Verlagsort war Köln. Die Auflage lag bei etwa 30.000.
Die Zeitschrift erschien bis 1981.